# 小路田泰直
小路田 泰直（こじた やすなお、1954年 - ）は、日本の歴史学者、奈良女子大学教授。日本近代史専攻。

## 来歴
神戸市生まれ。1977年京都大学文学部卒業。81年立命館大学大学院文学研究科博士課程中退。橘女子大学助教授を経て、奈良女子大学教授。
邪馬台国畿内説にたち、魏使の行路を、北九州（不弥国）⇒出雲（投馬国）⇒〈由良川をさかのぼり分水界から加古川をくだって瀬戸内海に入るルート〉⇒大和盆地、としている（下記著書による）。

## 著書
- 日本近代都市史研究序説　柏書房　1991.1.
- 憲政の常道 天皇の国の民主主義　青木書店　1995.11.　Aoki library. 日本の歴史 近代
- 日本史の思想 アジア主義と日本主義の相克　柏書房　1997.10.　叢書歴史学と現在
- 国民<喪失>の近代　吉川弘文館,　1998.12.
- 「邪馬台国」と日本人　2001.1.　平凡社新書
- 国家の語り方 歴史学からの憲法解釈　勁草書房,　2006.6.
- 奈良試論 火と鉄と都市の日本史　楽史社,　2007.5.
- 邪馬台国と「鉄の道」 日本の原形を探究する　洋泉社,　2011.4 歴史新書y
- 神々の革命　かもがわ出版、2012.9
- 卑弥呼と天皇制　洋泉社、2014.8　歴史新書y

## 共編著・監修
- 戦後的知と「私利私欲」 加藤典洋的問いをめぐって 編.　柏書房,　2001.11.
- 日本古代王権の成立　広瀬和雄共編　青木書店,　2002.5.
- 網野史学の越え方 新しい歴史像を求めて 編.　ゆまに書房,　2003.4.
- 古代王権の空間支配　広瀬和雄共編.　青木書店,　2003.3.
- 史料集公と私の構造 日本における公共を考えるために 全5巻別巻1 監修.　ゆまに書房,　2003.4.
- 弥生時代千年の問い 古代観の大転換　広瀬和雄共編　ゆまに書房,　2003.9.　いさな叢書
- 憲法と歴史学 憲法改正論争の始まりに際して 奥村弘,小林啓治共編　ゆまに書房　2004.6　いさな叢書
- 王統譜 広瀬和雄共編著　青木書店　2005.10
- 古代日本の構造と原理　舘野和己共編　青木書店　2008.1.
- 死の機能 前方後円墳とは何か 編著 大久保徹也,北條芳隆,佐藤弘夫ほか著　岩田書院,　2009.3.
- 中世日本と西欧 多極と分権の時代　近藤成一,ローベルト・ホレス,デトレフ・タランチェフスキ共編　吉川弘文館, 2009.8.
- 比較歴史社会学へのいざない マックス・ヴェーバーを知の交流点として 著者代表　勁草書房　2009.8.

## 参考
- https://jglobal.jst.go.jp/detail?JGLOBAL_ID=200901018437144022&q=%E5%B0%8F%E8%B7%AF%E7%94%B0%E6%B3%B0%E7%9B%B4&t=1
- http://bookweb.kinokuniya.co.jp/htm/4760140956.html